# Kádár L. Gellért
Kádár L. Gellért (Kovászna, 1995. december 20. –) erdélyi magyar színész.

## Életpályája
Kádár egy erdélyi faluban, Zabolán nőtt fel, ahol édesanyja varrónő, édesapja pedig harangozó volt.
2010-2014 között a kézdivásárhelyi Nagy Mózes Elméleti Líceumban tanult. 2014-2019 között a Marosvásárhelyi Művészeti Egyetem színész szakán tanult. Öt évig a marosvásárhelyi Tompa Miklós Társulat tagja volt.

## Színházi szerepei

### Marosvásárhelyi Nemzeti Színház Tompa Miklós Társulat
- Boris Vian: Piros fű – rendező: Fehér Balázs Benő
- Pass Andrea: Kő, papír, olló
- Ivan Viripajev: Részegek – rendező: Radu Afrim
- Vörösmarty Mihály: Csongor és Tünde – rendező: Kányádi György
- Molter Károly: Örökmozgó – rendező: Gáspárik Attila
- Adorján Beáta: Pali és Lea
- Kiss Csaba: Hazatérés Dániába – rendező: Kiss Csaba
- Gerhart Hauptmann: A patkányok – rendező: Zsótér Sándor
- Horace McCoy: A lovakat lelövik, ugye? – rendező: Mădălin Hîncu
- Henrik Ibsen: Hedda Gabler – rendező: Keresztes Attila
- William Shakespeare: Macbeth – rendező: Keresztes Attila
- Karácsony Benő, Kincses Elemér: Pjotruska – rendező: Kincses Elemér
- Tamási Áron: Tündöklő Jeromos – rendező: Török Viola
- Somogyi Béla, Eisemann Mihály, Zágon István: Fekete Péter – rendező: Keresztes Attila
- Sütő András: Egy lócsiszár virágvasárnapja – rendező: Sebestyén Aba

### Figura Stúdió Színház Gyergyószentmiklós
- Vlagyimir Lenszkij – A.S. Puskin: Anyegin – rendező: Nagy Botond

### Stúdió Színház Marosvásárhely
- Rendőr – Belbel Sergi: Halál – rendező: Bocsárdi László
- Húber Vilmos – Füst Milán: Boldogtalanok – rendező: Harsányi Zsolt

## Filmszerepei
- Patthelyzet (2020) ...Olivér
- Hunyadi (2025) ...Hunyadi János[9][10][11]